# Буряад унэн

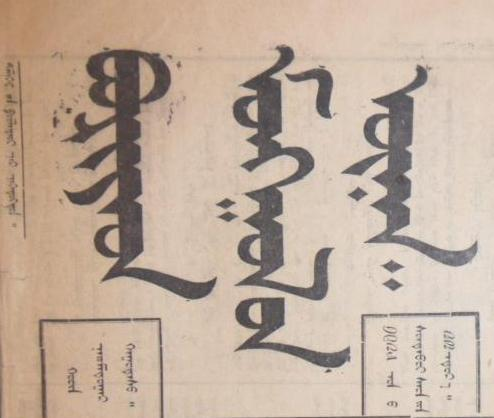
Логотип «Буряад-Монголой үнэн» в 1925 году

«Буряад үнэн» (до 1958 года — «Буряад-Монголой үнэн») (Бурятская правда) — республиканская газета на бурятском языке, издающаяся в Улан-Удэ. Учредителями являются Глава, Правительство и Народный Хурал Республики Бурятия.
В газете освещаются общественные, экономические и политические аспекты жизни республики. Публикуются материалы по языку и культуре бурят.
В 1970-е годы газета выходила 6 раз в неделю, тираж превышал 8,5 тыс. экземпляров.

## История газеты
Издание основано в декабре 1921 года под названием ᠪᠤᠷᠢᠶᠠᠳ ᠮᠣᠩᠭᠣᠯ᠎‍ᠦᠨ ᠦᠨᠡᠨ  (Buriaad-Mongoliin ynen/Буряад-Монголой үнэн, Бурят-Монгольская правда). Первоначально выходила в Чите. С 1923 года газета официально выходит в Улан-Удэ. Печаталась на вертикальном бурят-монгольском шрифте, который в силу универсальности нивелировал диалектные различия бурят и позволял носителям разных диалектов свободно понимать друг друга, что лишало возможности противопоставлять бурятские диалекты друг другу.
С 1931—1938 годах газета «Буряад-Монголой үнэн» печаталась на латинском шрифте. Латиница впервые наглядно показала диалектные различия бурят, но при этом бурятский язык, написанный на латинице, все ещё продолжал сохранять свою монгольскую основу языка: лексику, грамматические правила, стилистику и т. д.
В 1939 году «Буряад-Монголой үнэн» начала печататься на кириллице. За основу нового литературного языка взяли разговорную форму, на котором в последующий период печаталась газета. В 1958 году Бурят-Монгольская АССР была переименована в Бурятскую АССР, в связи с чем газета «Буряад-Монголой үнэн» была переименована в «Буряад үнэн».

## Известные сотрудники газеты
- Ангабаев, Солбон Дондупович — Народный поэт Бурятии, Заслуженный работник культуры Республики Бурятия [3]
- Ангархаев, Ардан Лопсонович —  Народный депутат СССР, Народный писатель Бурятии, Заслуженный работник культуры Бурятии и России, доктор исторических наук. С 1996 по 2010 год возглавлял редакцию газеты «Буряад үнэн».
- Базаржапова, Галина Хандуевна ― российская бурятская поэтесса, Народный поэт Бурятии, Заслуженный работник культуры Республики Бурятия, Заслуженный работник культуры Российской Федерации[4]
- Дашабылов, Георгий Цыренович — бурятский поэт, прозаик, драматург, Заслуженный работник культуры Бурятии[5].
- Дондогой, Цырендулма Цыреновна — бурятская поэтесса, журналист, член Союза писателей СССР, член Союза журналистов СССР, Заслуженный работник культуры Бурятии и России[6].
- Дондубон, Цыденжап Дондупович — бурятский писатель. В 1925 году был назначен на должность редактора газеты[7].
- Бельгаев, Гомбо Цыбикович — редактор газеты в 1933-1935 годах и с апреля до августа 1937 года.
- Мунгонов, Барадий Мункуевич — советский писатель.
- Санжиев, Буянто Сайнцакович — ответственный редактор газеты, историк.